# Están calientes
Ils s'échauffent
L'eau-forte Están calientes (en français Ils s'échauffent) est une gravure de la série Los caprichos du peintre espagnol Francisco de Goya. Elle porte le numéro treize dans la série des 80 gravures. Elle a été publiée en 1799.

## Interprétations de la gravure
Il existe divers manuscrits contemporains qui expliquent les planches des Caprichos. Celui qui se trouve au Musée du Prado est considéré comme un autographe de Goya, mais semble plutôt chercher à dissimuler et à trouver un sens moralisateur qui masque le sens plus risqué pour l'auteur. Deux autres, celui qui appartient à Ayala et celui qui se trouve à la Bibliothèque nationale, soulignent la signification plus décapante des planches.
- Explication de cette gravure dans le manuscrit du Musée du Prado :
Tal prisa tienen de engullir que se las tragan hirviendo. Hasta en el uso de los placeres son necesarias la templanza y la moderación.
(Ils ont une telle hâte à engloutir, qu'ils les avalent brûlants. Même dans l'usage des plaisirs sont nécessaires la tempérance et la modération)[3].

- Manuscrit de Ayala :
Los frailes estúpidos se atracan, alla a sus horas, en los refectorios, riéndose del mundo; ¡qué han de hacer sino estar calientes!.
(Les frères stupides se gavent, au-delà des horaires, dans les réfectoires, se riant du monde ; que doivent-ils faire sinon être chauds)[3].

- Manuscrit de la Bibliothèque nationale :
Los frailes estúpidos se atracan bien en sus refectorios, y se ríen del mundo; ¡qué han de hacer después si no estar calientes!.
(Les frères stupides se gavent dans leurs réfectoires et se rient du monde ; que doivent-ils faire après sinon être chauds)[3].

Nous sommes devant une gravure à fortes allusions cléricales. Les frères se retrouvent au réfectoire en train de manger avec des têtes cadavériques et des bouches extrêmement ouvertes; sont mis en valeur les cuillères et la manière d'engloutir la soupe. Au fond, un laïque renforce la sensation de nourriture copieuse en amenant un plat qui semble rempli.
Le titre de la scène couvre un double sens où perce l'ironie. Selon Helman, cette gravure est un résumé graphique de la pensée des Lumières que reflétait Félix María Samaniego avec las abeilles et les bourdons en faisant allusion à l'abondance : Con que el enjambre próvido mantiene tanto zángano gordo como tiene (Ainsi que l'essaim bienveillant maintient le gros bourdon comme il est).

## Technique de la gravure
Il y a trois dessins préparatoires. La première étude, le numéro 63 de l'album B, est un lavis à l'encre de Chine. Le religieux à gauche a un nez énormes rappellent des caricatures de Tiepolo et de son fils. Le dessin préparatoire mesure 232 × 142 mm. Dans l'angle supérieur droit du support principal, au pinceau, encre de Chine : « 63 ». Dans la marge inférieure, au pinceau, encre de Chine : « Caricatura alegre » (« Caricature joyeuse »).
Dans la seconde étude, le sens de l'inscription dans la marge inférieure, au crayon, change : « Sueño de unos hombres que se nos comían » (correspond au Sueño 25). Dans cette seconde image, le thème acquiert une forme de critique et perd le ton de caricature du dessin précédent. Le dessin préparatoire est à la plume et encre de noix de galle. Il mesure 243 × 167 mm. Dans la marge supérieure, au crayon : « 25 ». Dans l'angle inférieur gauche, au crayon : « 6 ». Superposé à ce nombre, au crayon : « 18 ».
Dans la troisième étude, à l'encre rouge avec des traces de crayon noir, il acquiert la forme définitive de la gravure en éliminant un personnage. L'image dramatise encore plus le personnage de droite qui abandonne un sourire amical pour exprimer la cruauté, ce qui renforce le sens de la scène. Il se simplifie et permet de mettre en évidence les cuillères et ustensiles sur la table. Le clair-obscur et la lumière sur le personnage à gauche s'intensifient. Le dessin préparatoire mesure 212 × 138 mm. Dans l'angle inférieur gauche, au crayon : « 44 ».
Il faut remarquer que dans la succession des dessins préparatoires a été renforcé le message que voulait transmettre Goya : la petite table qui ne donnait pas la sensation d'un bon repas, s'allonge ; un certain nombre d'ustensiles qui contribuaient à disperser l'attention, disparaissent. On voit au fur et à mesure des dessins préparatoires comment Goya cherche des visages et des formes qui expriment la férocité.
L'estampe est à l'eau-forte et l'aquatinte brunie. Elle mesure 214 × 152 mm. Dans l'angle supérieur droit : « 13 ».

## Catalogue
- Numéros de catalogue G02101 et G01933 (deux exemplaires) de l'estampe au Musée du Prado.
- Numéro de catalogue D04369(r) du premier dessin préparatoire au Musée du Prado.
- Numéro de catalogue D03918 du second dessin préparatoire au Musée du Prado.
- Numéro de catalogue D04232 du troisième dessin préparatoire au Musée du Prado.
- Numéros de catalogue ark:/12148/btv1b8451724k, ark:/12148/btv1b84517250 et ark:/12148/btv1b84517235 (trois exemplaires) de l'estampe chez Gallica.
- Numéro de catalogue 51-1-10-13 de l'estampe au Musée Goya de Castres.